# 신립장군묘
신립장군묘(申砬將軍墓)는 조선시대 중기의 무신인 명장 충장공 신립(1546∼1592) 장군의 묘이다. 대한민국 경기도 광주시 곤지암읍 신대리에 있다. 1986년 9월 7일 경기도의 기념물 제95호로 지정되었다.
신립 장군의 본관은 평산(平山)으로 북침한 여진족을 물리치는 큰 공을 세웠다. 임진왜란때 충주의 달천을 뒤에 두고 배수진을 쳐서 적과 대결했으나 패하여 탄금대(彈琴臺)에서 강물에 투신하여 순직했다. 후일에 조정에서 영의정을 추증하고 충장(忠壯)이라고 시호를 내렸다.

## 개요
조선 중기의 무신인 충장공 신립(1546∼1592) 장군의 묘이다.
선조 즉위년(1567) 무과에 급제한 뒤 여러 관직을 역임하였다. 선조 16년(1583) 북방에 쳐들어온 여진족 나탕개를 격퇴시키는 등 여진족의 계속되는 침입으로부터 6진을 지켰다. 이러한 공로로 1584년 함경도 병마절도사가 되었고, 1590년 평안도 병마절도사를 지냈다. 1592년 임진왜란이 일어나자 충청·전라·경상의 3도 순변사로 임명되었는데 아군의 열세에도 불구하고 탄금대에서 배수진을 치고 왜군과 대결하였으며 싸움에서 크게 패하자 남한강에 투신 자결하였다. 죽은 후에는 벼슬이 영의정으로 높여졌다.
부인 전주 최씨와의 합장묘로 앞에는 상석과 향로석이 있고, 그 앞에 장명등(長明燈:무덤 앞에 세우는 돌로 만든 등)이 있으며 좌우로 동자석·망주석·문인석이 각 1쌍씩 배열되어 있다. 묘비는 묘의 왼쪽에 있는데 비문은 송시열이 짓고, 신익상이 글씨를 써서 숙종 29년(1703)에 세운 것이다.

## 같이 보기
- 신립

## 참고 문헌
- 신립장군묘 - 국가유산청 국가유산포털